# Unité urbaine de Fréjus
L'unité urbaine de Fréjus est une unité urbaine française centrée sur la ville de Fréjus, célèbre station balnéaire du Var dans la région Provence-Alpes-Côte d'Azur.

## Données générales
En 2010, selon l'INSEE, l'unité urbaine de Fréjus était composée de trois communes, toutes situées dans le département du Var, plus précisément dans l'arrondissement de Draguignan.
Dans le nouveau zonage de 2020, elle est composée des trois mêmes communes.
En 2022, avec 103 604 habitants, elle représente la 2e unité urbaine du département du Var, se situant après l'unité urbaine de Toulon (1er rang départemental et préfecture du département) et avant l'unité urbaine de Draguignan (3e rang départemental et sous-préfecture). 
Dans la région Provence-Alpes-Côte d'Azur où elle se situe, elle se place au cinquième rang régional, étant devancée de très loin par les grandes agglomérations de Marseille Aix-en-Provence (1er rang régional et capitale régionale), de Nice (2e rang régional), de Toulon (3e rang régional) et d'Avignon (4e rang régional), ces dernières ayant toutes plus de 400 000 habitants. Au niveau national, elle se situe au 62e rang.
En 2022, sa densité de population s'élève à 474 hab/km2. Par sa superficie, elle représente 3,66 % du territoire départemental mais, par sa population, elle regroupe 9,35 % de la population du département du Var.

Agglomérations de plus de 100000 habitants en France en 2022.

## Composition 2020 de l'unité urbaine
Elle est composée des trois communes suivantes :
| Nom                   | Code Insee | Département | Statut       | Superficie (km2) | Population (dernière pop. légale) | Densité (hab./km2) | Modifier                                    |
| --------------------- | ---------- | ----------- | ------------ | ---------------- | --------------------------------- | ------------------ | ------------------------------------------- |
| Fréjus (ville-centre) | 83061      | Var         | ville-centre | 102,27           | 58 499 (2022)                     | 572                | modifier les données · modifier les données |
| Puget-sur-Argens      | 83099      | Var         | banlieue     | 26,90            | 8 473 (2022)                      | 315                | modifier les données · modifier les données |
| Saint-Raphaël         | 83118      | Var         | banlieue     | 89,59            | 36 632 (2022)                     | 409                | modifier les données · modifier les données |

## Évolution démographique
L'évolution démographique ci-dessous concerne l'unité urbaine selon le périmètre défini en 2020.
| 1968   | 1975   | 1982   | 1990   | 1999   | 2006   | 2011   | 2016   | 2022    |
| ------ | ------ | ------ | ------ | ------ | ------ | ------ | ------ | ------- |
| 44 506 | 53 780 | 60 289 | 73 967 | 83 840 | 92 318 | 92 598 | 96 229 | 103 604 |